# Ibi I
Ibi I of Qakare Ibi was een farao van de 8e dynastie van de Egyptische oudheid. Zijn naam betekent "Sterk is de ziel van Re".

## Biografie
Het bestaan van deze farao was formeel bevestigd door de ontdekking van een kleine piramide in het zuiden van Saqqara. Deze piramide volgde de traditie van het Oude Rijk. Zijn naam wordt genoemd in regel 53 van het Koningslijst van Abydos en de Turijnse koningslijst. Waarbij de Turijnse koningslijst hem een regeringsperiode toeschrijft van twee jaar, een maand en een dag.

## Bouwwerken
- Piramide in Zuid-Saqqara

## Bron
- Www.narmer.pl/Indexen[dode link]